# Site commémoratif de la remise des clés
Le site commémoratif de la remise des clés (en serbe cyrillique : Место предаје кључева ; en serbe latin : Mesto predaje ključeva) est situé à Belgrade, la capitale de la Serbie, dans la municipalité urbaine de Stari grad. En raison de son importance historique, ce site, avec sa stèle commémorative érigée en 1967, figure sur la liste des sites mémoriels protégés protégés de la république de Serbie et sur la liste des biens culturels protégés de la ville de Belgrade.

## Présentation
Le site commémoratif de la remise des clés est situé dans le parc de Kalemgdan, là où, le 19 juin 1867, a été lu en public le firman (décret) du sultan Abdulaziz remettant entre les mains du prince Michel III Obrenović et du peuple serbe les forteresses de Belgrade, Šabac, Smederevo et Kladovo. Cet événement marqua une nouvelle étape vers l'indépendance de la principauté de Serbie.
Le monument commémoratif a été érigé en 1967, à l'occasion du centième anniversaire de cet événement historique. Il prend la forme d'un bloc de pierre sur lequel le sculpteur Mihailo Paunović a réalisé un relief avec une représentation de la remise des clés ; Paunović a travaillé à partir d'un dessin d'Adam Stefanović, un contemporain de l'événement. Le relief montre le pacha ottoman remettant les clés de la forteresse de Belgrade au prince Michel ; en arrière-plan figurent le clocher et le minaret qui se dressaient alors à Kalemegdan.